# Kortesaari (ö i Birkaland)
Kortesaari är en ö i Finland. Den ligger i sjön Uurasjärvi och i kommunen Virdois i den ekonomiska regionen  Övre Birkalands ekonomiska region  och landskapet Birkaland, i den sydvästra delen av landet, 240 km norr om huvudstaden Helsingfors. Öns area är 3,4 hektar och dess största längd är 360 meter i nord-sydlig riktning.